# ۱۱۵۲ (میلادی)
۱۱۵۲ (میلادی) هزار و صد و پنجاه و دومین سال تقویم میلادی است.

## درگذشتگان
‎